# وصال الصوم
وصال الصوم هو مواصلة الصوم في ليلة الصيام بالقصد، أو هو: «الترك في ليالي الصيام لما يفطر بالنهار بالقصد»، فيصدق على الإمساك في جميع الليل أو بعضه،  أو هو بمعنى: أن يصل صوم يوم بيوم آخر، ولا يأكل بينهما شيئا. وثبت في الصحيحين وغيرهما النهي عن مواصلة الصوم بقصد مواصلة الصوم، فوقت الصوم في الإسلام مخصوص بالنهار من طلوع الفجر إلى غروب الشمس، فإذا انتهى وقت الصوم دخل وقت إباحة الأكل والشرب وسائر المفطرات في الليل كله، فالليل ليس محلا للصوم.

## خلفية
وقت الصوم في الإسلام من طلوع الفجر الثاني إلى غروب الشمس وهو أول وقت ليلة الصيام، فإذا غربت الشمس دخل أول وقت الإفطار الذي يستمر إلى طلوع الفجر الثاني، وجميع الليل هو الوقت الذي يباح فيه الأكل والشرب وسائر المفطرات، ويستمر من غروب الشمس إلى طلوع الفجر الثاني الذي هو أول وقت للصوم، فالنهار وقت الصوم، والليل وقت الفطر، فالليل ليس محلا للصوم فيه. وكان فرض الصوم على المسلمين في السنة الثانية الهجرية، وكانوا في أول ما فرض عليهم الصوم: يصومون من بعد صلاة العشاء، أو النوم قبلها، أي: أن وقت الإمساك كان من بعد العشاء، أو بعد النوم على من نام قبل العشاء، ثم يستمر إمساك الصائم إلى غروب الشمس، في موعد الإفطار في الليلة التالية، فكان الوقت الذي يباح فيه الأكل والشرب في ليلة الصيام: من أول وقت صلاة المغرب إلى العشاء، بشرط عدم النوم فمن نام قبل العشاء؛ وجب عليه الإمساك في ليلته، إلى الليلة القابلة، وثبت هذا بالسنة، قال البغوي: «قال أهل التفسير: كان في ابتداء الأمر إذا أفطر الرجل حل له الطعام والشراب والجماع إلى أن يصلي العشاء الآخرة أو يرقد قبلها فإذا صلى العشاء أو رقد قبلها حرم عليه الطعام والنساء إلى الليلة القابلة..». وقد شق ذلك على بعض الصحابة فخفف الله تعالى عليهم فأباح لهم المفطرات في جميع ليلة الصيام إلى الفجر الثاني، ونزل قول الله تعالى: ﴿أُحِلَّ لَكُمْ لَيْلَةَ الصِّيَامِ﴾ [البقرة:187] … الآية إلى قوله تعالى: ﴿لَعَلَّهُمْ يَتَّقُونَ ۝١٨٧﴾ [البقرة:187].

## تعريف الوصال في الصوم
الوصال بمعنى: وصال الصوم هو مواصلة الصوم في ليلة الصيام بالقصد، وعرفه ابن حجر العسقلاني بأنه: «الترك في ليالي الصيام لما يفطر بالنهار بالقصد»، فيصدق على الإمساك في جميع الليل أو بعضه، وقال ابن كثير: ثبت في الأحاديث الصحيحة النهي عن الوصال وهو: أن يصل صوم يوم بيوم آخر، ولا يأكل بينهما شيئا. ووقت الصوم هو النهار، أما الليل فلا صوم فيه؛ لأنه ليس محلا للصوم، والصوم في الليل لا معنى له، ومعنى الوصال: أن يصوم النهار ويواصل معه صوم الليل، أي: أنه لا يفطر عند حلول وقت الإفطار في أول الليل، بل يستمر على حال الإمساك في الليل موصولا بصوم النهار، والوصال المنهي عنه إنما يكون بمعنى مواصلة الصوم بالقصد أي: بقصد مواصلة الصوم، أما إذا كان بغير قصد فلا يدخل في تعريف الوصال، فمواصلة صوم الليل بالنهار إما أن يكون بقصد المواصلة أو بغير قصدها، فهاتان حالتان،
- الحالة الأولى: مواصلة الصوم بالقصد أي: بالنية، وهو فيما إذا واصل الصوم بقصد المواصلة، قاصدا بذلك التعبد والتقرب إلى الله بهذا الفعل، والتقييد بهذه الصورة هو المقصود في تعريف الوصال بمعناه الشرعي الذي دلت نصوص الشرع على النهي عنه، قال الله تعالى: ﴿ثُمَّ أَتِمُّوا الصِّيَامَ إِلَى اللَّيْلِ﴾ [البقرة:187]، فجعل الصوم بالنهار وأمر بإتمامه إلى أن يدخل أول الليل، وأباح الأكل والشرب وسائر المفطرات في جميع أجزاء الليل، كما أنه ثبت بالسنة استحباب تعجيل الفطر، والوصال بقصد التقرب مخالف لما هو مشروع.
- الحالة الثانية: مواصلة الصوم بغير قصد، وهذا لا يدخل في تعريف الوصال بمعناه الشرعي، وصورته أن يصوم النهار موصلا بصوم الليل بغير قصد القربة، فقد يحصل منه ذلك لعدم رغبته في الطعام والشراب مثلا، أو يعرض له ما يشغله حتى يكون في حال نسيان أمر الإفطار مثلا، أو قد يواصل الصوم بقصد الرياضة على الصوم طلبا للنحافة وتخفيف الوزن مثلا، وقد يواصل الصوم لغرض صحي مثلا، كالاستعداد لإجراء عملية جراحية أو غير ذلك من الأمور الاعتيادية، فهو وإن كان في صورة المواصل للصوم إلا أنه لم يقصد بذلك القربة فلا يدخل فعله في الوصال المنهي عنه، كما أن تعجيل الإفطار مستحب، والأكل والشرب وسائر المفطرات كلها مباحة في الليل كله، أي: أن الإفطار من حيث هو مباح لا يكون مفروضا شرعا إلا إن واصل الصوم بقصد القربة فحينها يلزمه الإفطار.

قال النووي: «اتفق أصحابنا على النهي عن الوصال وهو صوم يومين فصاعدا من غير أكل أو شرب بينهما»،

## النهي عن الوصال
ثبت في الأحاديث الصحيحة النهي عن الوصال، كما أن ليلة الصوم هي محل إباحة الأكل والشرب، قال الله تعالى: ﴿أُحِلَّ لَكُمْ لَيْلَةَ الصِّيَامِ﴾ [البقرة:187] … الآية إلى قوله تعالى: ﴿لَعَلَّهُمْ يَتَّقُونَ ۝١٨٧﴾ [البقرة:187]، وفي قوله تعالى: ﴿أُحِلَّ لَكُمْ لَيْلَةَ الصِّيَامِ﴾ [البقرة:187] … الآية: إباحة ما أحل الله من النساء في ليلة الصوم كلها، وفي قوله تعالى: ﴿وَكُلُوا وَاشْرَبُوا﴾ [البقرة:187] … الأمر للإباحة أي: أباح الله الأكل والشرب في الليل كله، والأكل والشرب من المباحات، والمباحات المحرمة في النهار لأجل الصوم مباحة في جميع ليلة الصوم، ويفهم منه استحباب الأكل والشرب في ليلة الصوم، وثبت في السنة بيان ذلك باستحباب الفطر وتعجيله في أول الليل، واستحباب التسحر وتأخيره إلى قريب انفجار الفجر الصادق، وقوله تعالى: ﴿ثُمَّ أَتِمُّوا الصِّيَامَ إِلَى اللَّيْلِ﴾ [البقرة:187] يدل على أن وقت الصوم ينتهي بدخول أول الليل، فكما أن الشرع حدد منتهى وقت الصوم ففي تعجيل الفطر أول الوقت معنى الطاعة والامتثال وموافقة الشرع، قال أبو جعفر الطبري: «وأما قوله: ﴿ثُمَّ أَتِمُّوا الصِّيَامَ إِلَى اللَّيْلِ﴾ [البقرة:187] فإنه تعالى ذكره حد الصوم بأن آخر وقته إقبال الليل، كما حد الإفطار وإباحة الأكل والشرب والجماع وأول الصوم بمجيء أول النهار وأول إدبار آخر الليل، فدل بذلك على أن لا صوم بالليل كما لا فطر بالنهار في أيام الصوم، وعلى أن المواصل مجوع نفسه في غير طاعة ربه». كما: حدثنا هناد قال: ثنا أبو معاوية ووكيع وعبدة عن هشام بن عروة عن أبيه، عن عاصم بن عمر، عن عمر، قالا: قال رسول الله صلى الله عليه وسلم: «إذا أقبل الليل وأدبر النهار وغابت الشمس فقد أفطر الصائم».
وقال ابن كثير: وقوله تعالى: ﴿ثُمَّ أَتِمُّوا الصِّيَامَ إِلَى اللَّيْلِ﴾ [البقرة:187] يقتضي الإفطار عند غروب الشمس حكما شرعيا، كما جاء في الصحيحين، عن أمير المؤمنين عمر بن الخطاب، رضي الله عنه، قال: قال رسول الله ﷺ: «إذا أقبل الليل من هاهنا وأدبر النهار من هاهنا، فقد أفطر الصائم». و«عن سهل بن سعد الساعدي، رضي الله عنه، قال: قال رسول الله صلى الله عليه وسلم: «لا يزال الناس بخير ما عجلوا الفطر»، أخرجاه أيضا».
وروى الإمام أحمد بسنده: «عن أبي سلمة عن أبي هريرة عن النبي ﷺ: "يقول الله عز وجل: إن أحب عبادي إلي أعجلهم فطرا"».
وقال أحمد أيضا: حدثنا عفان حدثنا عبيد الله بن إياد سمعت إياد بن لقيط قال: سمعت ليلى امرأة بشير بن الخصاصية، قالت : أردت أن أصوم يومين مواصلة، فمنعني بشير وقال: إن رسول الله صلى الله عليه وسلم نهى عنه وقال: «يفعل ذلك النصارى، ولكن صوموا كما أمركم الله، وأتموا الصيام إلى الليل، فإذا كان الليل فأفطروا».
وروى الحافظ ابن عساكر بسنده: عن عبد الملك بن أبي ذر: «أن رسول الله صلى الله عليه وسلم واصل يومين وليلة فأتاه جبريل فقال: إن الله قد قبل وصالك، ولا يحل لأحد بعدك، وذلك بأن الله قال: ﴿ثُمَّ أَتِمُّوا الصِّيَامَ إِلَى اللَّيْلِ﴾ [البقرة:187] فلا صيام بعد الليل، وأمرني بالوتر قبل الفجر».

## حكم الوصال في الصوم
ثبت في الصحيحين وغيرهما النهي عن الوصال في الصوم، وذكر النووي: اتفاق الشافعية على النهي عن الوصال، وأن القول بالنهي عنه هو قول جمهور العلماء، وقال: «ونص الشافعي وأصحابنا على كراهته، ولهم في هذه الكراهة وجهان أصحهما: أنها كراهة تحريم، والثاني: كراهة تنزيه، وبالنهي عنه قال جمهور العلماء»، ونقل عن القاضي عياض: اختلاف العلماء في أحاديث الوصال فقيل: النهي عنه رحمة وتخفيف، فمن قدر فلا حرج، وقد واصل جماعة من السلف الأيام، قال: وأجازه ابن وهب وأحمد وإسحاق إلى السحر، ثم حكي عن الأكثرين كراهته، وقال الخطابي وغيره من أصحابنا: الوصال من الخصائص التي أبيحت لرسول الله صلى الله عليه وسلم، وحرمت على الأمة، وحاصل هذا: أن الوصال في الصوم منهي عنه عند جمهور العلماء؛ لتظافر أدلة النهي عنه، وبالمقابل فقد ذهب بعض العلماء إلى أن النهي عن وصال الصوم هو الأصل، غير أنهم حملوا هذا النهي على وجه مخصوص، فقالوا: أن النهي عنه معلل بسبب أنه إجهاد للنفس وتكليف النفس بما لم يكلف به الشرع، فلا يكون منهيا عنه عند زوال العلة، بمعنى: أن من قدر عليه واعتاده من غير مشقة؛ فلا يدخل في النهي، واستدلوا بما جاء في بعض طرق مسلم بقوله: نهاهم عن الوصال رحمة لهم، وفي بعضها لما أبوا أن ينتهوا واصل بهم يوما ثم يوما ثم رأوا الهلال، فقال: «لو تأخر الهلال لزدتكم»، وفي بعضها: «لو مد لنا الشهر لواصلنا وصالا يدع المتعمقون تعمقهم». وقال ابن وهب وأحمد وإسحاق بجوازه إلى السحر، واستدلوا بحديث: «»
وقال الجمهور بأن الوصال في الصوم منهي عنه مطلقا في حق الأمة؛ لما ثبت في ذلك من الأحاديث الصريحة في النهي عنه، وأن الحديث الدال على سبب النهي وهو كونه رحمة لهم لا يستلزم أن يكون شرطا في النهي، كما أن الحديث الدال على أنه واصل بهم فهو إنما فعل ذلك لينزجروا عنه، وأن من السنة تعجيل الإفطار، المواصل مخالف للسنة في الإفطار، وقال النووي: واحتج الجمهور بعموم النهي، وقوله صلى الله عليه وسلم: «لا تواصلوا». وأجابوا على قوله: «رحمة» بأنه لا يمنع ذلك كونه منهيا عنه للتحريم، وسبب تحريمه: الشفقة عليهم، لئلا يتكلفوا ما يشق عليهم، وأما الوصال بهم يوما ثم يوما فاحتمل للمصلحة في تأكيد زجرهم، وبيان الحكمة في نهيهم، والمفسدة المترتبة على الوصال وهي الملل من العبادة، والتعرض للتقصير في بعض وظائف الدين من إتمام الصلاة بخشوعها وأذكارها وآدابها، وملازمة الأذكار وسائر الوظائف المشروعة في نهاره وليله. والله أعلم.

## الخصوصية
ثبت في الصحيحين وغيرهما النهي عن الوصال، وثبت في الحديث: «عن أنس رضي الله عنه عن النبي صلى الله عليه وسلم قال لا تواصلوا قالوا إنك تواصل قال لست كأحد منكم إني أطعم وأسقى أو إني أبيت أطعم وأسقى». قوله: «لا تواصلوا»، وفي رواية ابن خزيمة: «إياكم والوصال» وفي رواية لأحمد: «نهى النبي صلى الله عليه وسلم عن الوصال»، كل ذلك يدل على النهي عن الوصال، وثبت في الصحيحين وغيرهما بلفظ: «قالوا: إنك تواصل» كذا في أكثر الأحاديث، وفي رواية للبخاري عن أبي هريرة بلفظ: «فقال رجل من المسلمين» وكأن القائل واحد ونسب القول إلى الجميع لرضاهم به، ومعناه: أنه واصل الصوم وهو مشرع للأمة، لكن لما نهاهم عن الوصال دل ذلك على الخصوصية في حقه، كما أن النهي عن الوصال في حق أمته، قال النووي: «وقال الخطابي وغيره من أصحابنا: الوصال من الخصائص التي أبيحت لرسول الله ﷺ، وحرمت على الأمة»، وقال ابن كثير: فقد ثبت النهي عنه من غير وجه، وثبت أنه من خصائص النبي صلى الله عليه وسلم، وأنه كان يقوى على ذلك ويعان، والأظهر أن ذلك الطعام والشراب في حقه إنما كان معنويا لا حسيا، وإلا فلا يكون مواصلا مع الحسي، ولكن كما قال الشاعر:
ودل على الخصوصية قوله: «لست كأحد منكم» في رواية الكشميهني: «كأحدكم» وفي حديث ابن عمر: «لست مثلكم» وفي حديث أبي سعيد: «لست كهيئتكم»، وفي حديث أبي زرعة عن أبي هريرة عند مسلم: «لستم في ذلك مثلي»، ونحوه في مرسل الحسن عند سعيد بن منصور، وفي حديث أبي هريرة في الباب بعده: «وأيكم مثلي؟» ذكره ابن حجر وقال: وهذا الاستفهام يفيد التوبيخ المشعر بالاستبعاد، وقوله: «مثلي» أي: على صفتي أو منزلتي من ربي.
وفي هذا بيان دليل الخصوصية في حقه، فقد اختص بمقام النبوة، وكان وصاله اتصال بالله ودخوله في حال الذكر والتعبد والمناجاة، وللبخاري بلفظ: «إني أطعم وأسقى»، أو: «إني أبيت أطعم وأسقى»، وللترمذي بلفظ: «إن ربي يطعمني ويسقيني»، والمعنى: أن الله يوجد فيه قوة الطاعم والشارب حال اتصاله بمناجاة ربه. قال ابن حجر: وبين في روايته سبب الحديث وهو: أنه صلى الله عليه وسلم واصل في آخر الشهر فواصل ناس من أصحابه، فبلغه ذلك.. الحديث.
وروى الإمام أحمد بسنده: «عن علي: أن النبي صلى الله عليه وسلم كان يواصل من السحر إلى السحر».

## أدلة النهي
«عن أنس رضي الله عنه عن النبي صلى الله عليه وسلم قال: لا تواصلوا، قالوا إنك تواصل قال لست كأحد منكم إني أطعم وأسقى أو إني أبيت أطعم وأسقى». ودليل النهي قوله: «لا تواصلوا» في رواية ابن خزيمة من طريق أبي سعيد مولى بني هاشم عن شعبة بهذا الإسناد: «إياكم والوصال» ولأحمد من طريق همام عن قتادة : «نهى النبي صلى الله عليه وسلم عن الوصال»
عن أبي سعيد الخير حديث بلفظ مرفوعا: «إن الله لم يكتب الصيام بالليل، فمن صام فقد تعنى، ولا أجر له»،
«عن ابن عمر رضي الله عنهما: أن النبي صلى الله عليه وسلم نهى عن الوصال، قالوا: إنك تواصل، قال: «إني لست كهيئتكم إني أطعم وأسقى»». وفي رواية لمسلم: «عن ابن عمر رضي الله عنهما أن رسول الله صلى الله عليه وسلم واصل في رمضان فواصل الناس فنهاهم قيل له أنت تواصل قال إني لست مثلكم إني أطعم وأسقى».
ولمسلم: «أن أبا هريرة رضي الله عنه قال: نهى رسول الله صلى الله عليه وسلم عن الوصال فقال رجل من المسلمين فإنك يا رسول الله تواصل قال رسول الله صلى الله عليه وسلم وأيكم مثلي إني أبيت يطعمني ربي ويسقيني فلما أبوا أن ينتهوا عن الوصال واصل بهم يوما ثم يوما ثم رأوا الهلال فقال لو تأخر الهلال لزدتكم كالمنكل لهم حين أبوا أن ينتهوا». قال النووي: «قوله صلى الله عليه وسلم: «إني أبيت يطعمني ربي ويسقيني» معناه: يجعل الله تعالى في قوة الطاعم الشارب،»
«عن أبي هريرة رضي الله عنه قال قال رسول الله صلى الله عليه وسلم إياكم والوصال قالوا فإنك تواصل يا رسول الله قال إنكم لستم في ذلك مثلي إني أبيت يطعمني ربي ويسقيني فاكلفوا من الأعمال ما تطيقون» ومعنى: «فاكلفوا من الأعمال ما تطيقون» أي: خذوا وتحملوا.
«عن أنس رضي الله عنه قال كان رسول الله صلى الله عليه وسلم يصلي في رمضان فجئت فقمت إلى جنبه وجاء رجل آخر فقام أيضا حتى كنا رهطا فلما حس النبي صلى الله عليه وسلم أنا خلفه جعل يتجوز في الصلاة ثم دخل رحله فصلى صلاة لا يصليها عندنا قال قلنا له حين أصبحنا أفطنت لنا الليلة قال فقال نعم ذاك الذي حملني على الذي صنعت قال فأخذ يواصل رسول الله صلى الله عليه وسلم وذاك في آخر الشهر فأخذ رجال من أصحابه يواصلون فقال النبي صلى الله عليه وسلم ما بال رجال يواصلون إنكم لستم مثلي أما والله لو تماد لي الشهر لواصلت وصالا يدع المتعمقون تعمقهم». والمتعمقون هم المشددون في الأمور المجاوزون الحدود في قول أو فعل.
«عن أنس رضي الله عنه قال واصل رسول الله صلى الله عليه وسلم في أول شهر رمضان فواصل ناس من المسلمين فبلغه ذلك فقال لو مد لنا الشهر لواصلنا وصالا يدع المتعمقون تعمقهم إنكم لستم مثلي أو قال إني لست مثلكم إني أظل يطعمني ربي ويسقيني» ». عن ليلى امرأة بشير بن الخصاصية قالت: «أردت أن أصوم يومين مواصلة فمنعني بشير وقال: إن النبي ﷺ نهى عن هذا، وقال: يفعل ذلك النصارى، ولكن صوموا كما أمركم الله تعالى، أتموا الصيام إلى الليل، فإذا كان الليل فأفطروا»،
وعن أبي هريرة قال: قال رسول الله صلى الله عليه وسلم: «لا تواصلوا» قالوا: يا رسول الله إنك تواصل، قال: «فإني لست مثلكم، إني أبيت يطعمني ربي ويسقيني». قال: فلم ينتهوا عن الوصال، فواصل بهم النبي صلى الله عليه وسلم يومين وليلتين، ثم رأوا الهلال، فقال: «لو تأخر الهلال لزدتكم» كالمنكل بهم.
وعن أبي العالية التابعي أنه سئل عن الوصال في الصيام فقال: قال الله تعالى: ﴿ثُمَّ أَتِمُّوا الصِّيَامَ إِلَى اللَّيْلِ﴾ [البقرة:187] فإذا جاء الليل فهو مفطر.
وعن رفيع قال: فرض الله الصيام إلى الليل، فإذا جاء الليل فأنت مفطر إن شئت فكل، وإن شئت فلا تأكل.
وعن أبي العالية أنه سئل عن الوصال في الصوم فقال: افترض الله على هذه الأمة صوم النهار، فإذا جاء الليل فإن شاء أكل وإن شاء لم يأكل. وقال أبو العالية في الوصال في الصوم قال: قال الله: ﴿ثُمَّ أَتِمُّوا الصِّيَامَ إِلَى اللَّيْلِ﴾ [البقرة:187] فإذا جاء الليل فهو مفطر، فإن شاء أكل، وإن شاء لم يأكل. وعن قتادة قال: قالت عائشة: ﴿ثُمَّ أَتِمُّوا الصِّيَامَ إِلَى اللَّيْلِ﴾ [البقرة:187] يعني أنها كرهت الوصال.

## التخصيص في النهي
وللبخاري موصولا من حديث عائشة بلفظ: «نهى النبي صلى الله عليه وسلم عن الوصال رحمة لهم»،
وأخرج أبو داود وغيره بإسناد صحيح: «نهى النبي ﷺ عن الحجامة والمواصلة ولم يحرمهما إبقاء على أصحابه».

## تعليل النهي
وعن عائشة، رضي الله عنها، قالت: نهى رسول الله صلى الله عليه وسلم عن الوصال، رحمة لهم، فقالوا: إنك تواصل قال: «إني لست كهيئتكم، إني يطعمني ربي ويسقيني».

## الوصال إلى السحر
قال ابن كثير: وأما من أحب أن يمسك بعد غروب الشمس إلى وقت السحر فله ذلك، كما في حديث أبي سعيد الخدري، رضي الله عنه، قال: قال رسول الله صلى الله عليه وسلم: «لا تواصلوا، فأيكم أراد أن يواصل فليواصل إلى السحر». قالوا: فإنك تواصل يا رسول الله، قال: «إني لست كهيئتكم، إني أبيت لي مطعم يطعمني، وساق يسقيني». أخرجاه في الصحيحين أيضا.

## ما يؤثر عن بعض السلف
يؤثر عن بعض السلف أنهم كانوا يواصلون الصوم، وهو محمول على أنهم يفعلون ذلك طلبا للخموصة، لا بقصد القربة، قال ابن جرير الطبري: فإن قال قائل: فما وجه وصال من واصل؟ ثم ساق بعض ما ورد في ذلك عن بعض السلف فذكر: عن هشام بن عروة قال: كان عبد الله بن الزبير يواصل سبعة أيام، فلما كبر جعلها خمسا، فلما كبر جدا جعلها ثلاثا. وعن عبد الملك قال: كان ابن أبي يعمر يفطر في كل شهر مرة. وقال: حدثنا ابن أبي بكر المقدمي، قال: ثنا الفروي قال: سمعت مالكا يقول: كان عامر بن عبد الله بن الزبير يواصل ليلة ست عشرة وليلة سبع عشرة من رمضان لا يفطر بينهما، فلقيته فقلت له: يا أبا الحرث ماذا تجده يقويك في وصالك؟ قال: السمن أشربه أجده يبل عروقي، فأما الماء فإنه يخرج من جسدي. وما أشبه ذلك ممن فعل ذلك ممن يطول بذكرهم الكتاب، قيل: وجه من فعل ذلك إن شاء الله تعالى على طلب الخموصة لنفسه والقوة، لا على طلب البر بفعله، وفعلهم ذلك نظير ما كان عمر بن الخطاب يأمرهم به بقوله: «اخشوشنوا وتمعددوا وانزوا على الخيل نزوا».
قال ابن كثير: وقال ابن جرير: حدثنا أبو كريب، حدثنا أبو نعيم، حدثنا أبو إسرائيل العبسي عن أبي بكر بن حفص، عن أم ولد حاطب بن أبي بلتعة: أنها مرت برسول الله صلى الله عليه وسلم وهو يتسحر، فدعاها إلى الطعام، فقالت: إني صائمة، قال: وكيف تصومين؟ فذكرت ذلك للنبي صلى الله عليه وسلم، فقال: «أين أنت من وصال آل محمد، من السحر إلى السحر». وروى الإمام أحمد بسنده: «عن علي: أن النبي صلى الله عليه وسلم كان يواصل من السحر إلى السحر». وقد روى ابن جرير، عن عبد الله بن الزبير وغيره من السلف، أنهم كانوا يواصلون الأيام المتعددة، وحمله منهم على أنهم كانوا يفعلون ذلك رياضة لأنفسهم، لا أنهم كانوا يفعلونه عبادة. والله أعلم. وقال ابن كثير: ويحتمل أنهم كانوا يفهمون من النهي أنه إرشاد، أي: من باب الشفقة، كما جاء في حديث عائشة: «رحمة لهم»، فكان ابن الزبير وابنه عامر ومن سلك سبيلهم يتجشمون ذلك ويفعلونه، لأنهم كانوا يجدون قوة عليه، وقد ذكر عنهم أنهم كانوا أول ما يفطرون على السمن والصبر لئلا تتخرق الأمعاء بالطعام أولا، وقد روي عن ابن الزبير أنه كان يواصل سبعة أيام ويصبح في اليوم السابع أقواهم وأجلدهم.

## التكليف بالاستطاعة
عن أبي هريرة حديث: «اكلفوا من العمل ما تطيقون».
قال ابن جحر «ذكر ما يكره من التعمق، والتعمق المبالغة في تكلف ما لم يكلف به، وعمق الوادي قعره، كأنه يشير إلى ما أخرجه في كتاب التمني من طريق ثابت عن أنس في قصة الوصال فقال صلى الله عليه وسلم: "لو مد بي الشهر لواصلت وصالا يدع المتعمقون تعمقهم"».

## النهي عن الوصال
عن قتادة قال: نهى النبي صلى الله عليه وسلم عن الوصال.
«عن أبي سعيد الخدري رضي الله عنه أنه سمع رسول الله صلى الله عليه وسلم يقول لا تواصلوا فأيكم أراد أن يواصل فليواصل حتى السحر قالوا فإنك تواصل يا رسول الله قال لست كهيئتكم إني أبيت لي مطعم يطعمني وساق يسقين.»